# Sponheim
Sponheim es un municipio situado en el distrito de Bad Kreuznach, en el estado federado de Renania-Palatinado (Alemania). Su población estimada a finales de 2016 era de 761 habitantes.
Se encuentra ubicado en el centro del estado, al oeste de la ciudad de Maguncia —la capital del estado— a poca distancia de la orilla del río Nahe, un afluente del Rin por la izquierda.

## Historia
Desde el siglo XI hasta la época napoleónica al comienzos del siglo XIX, fue la capital del condado de Sponheim. También da nombre a la Casa de Sponheim, una noble familia alemana durante la edad media.

### Abadía de Sponheim

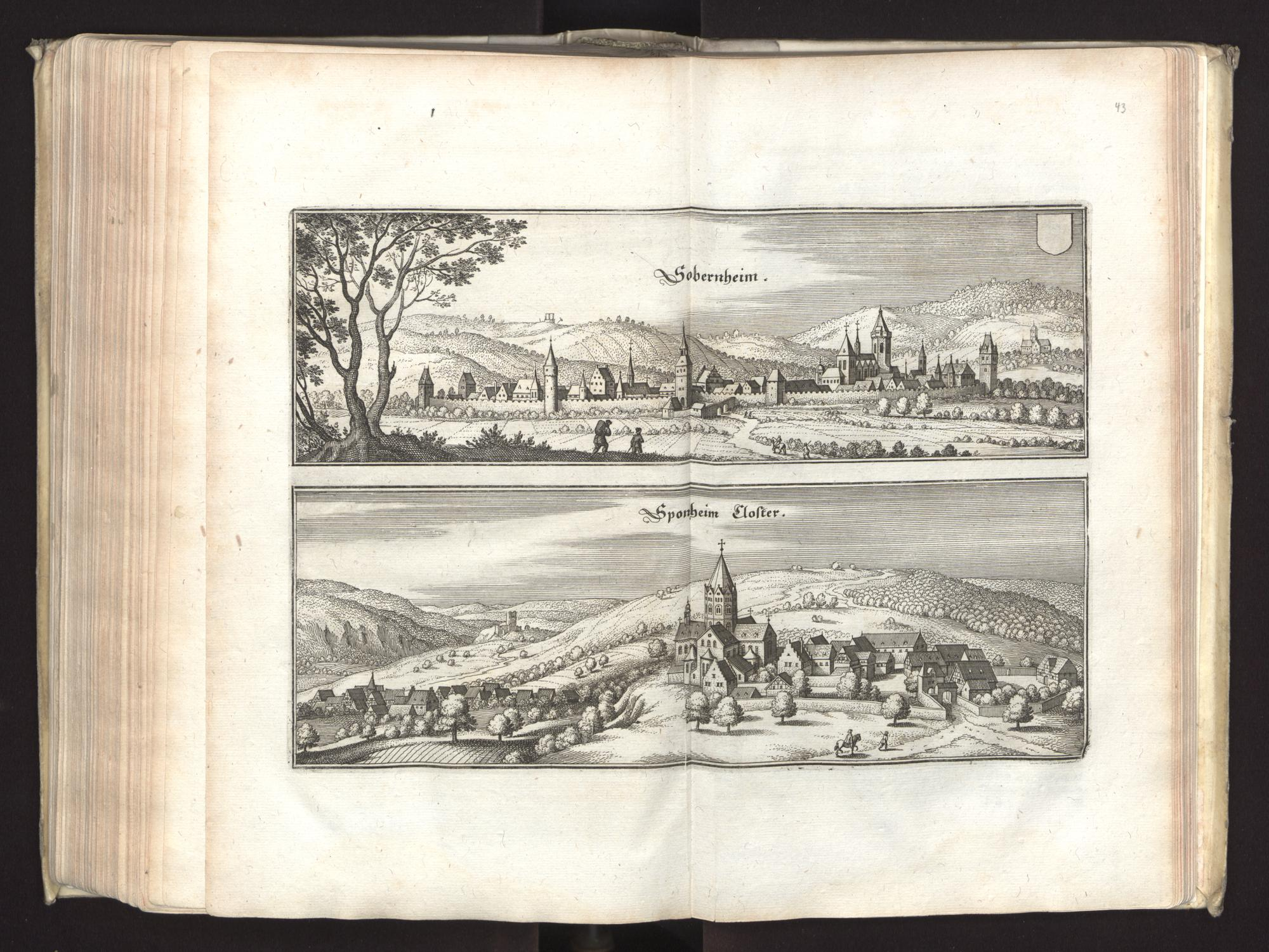
La abadía de Sponheim hacia 1650, en el grabado inferior.

En la localidad existió una abadía, fundada en el año 1101, primer año del siglo XII, fundada por el conde Stephan de Sponheim en las cercanías del castillo de Sponheim, su residencia oficial. 
Esta abadía obtuvo su mayor fama a finales del siglo XV, bajo el abad Juan Tritemio, un erudito y bibliófilo renacentista. Fue elegido abad en 1483, a la edad de veintidós años, y retuvo el puesto veintitrés años, hasta 1506. Durante su mandato aumentó la biblioteca abacial desde unos escasos 48 libros a unos 2000, llegando a ser una de las mayores bibliotecas de Europa en su época. La mayoría de los libros fueron copias manuscritas, y el esfuerzo colectivo necesario para lograr tal acumulación le granjeó la animadversión de sus monjes, que lograron deponerle al final.